# ファクター5
ファクター5は、テレビゲームのソフトウェア開発団体である。1987年ケルンにて5人で立ち上げた会社に由来する。1994年カリフォルニア州サンラファエルに移転。現在の社長は5人の創立者の一人であるジュリアン・エッゲブレヒト。シューティングゲーム「タリカン」シリーズで知られる。

## 概要
デモグループを母体に1987年に設立。1988年にコモドール64用にリリースされたシューティング「カタキス」（Katakis）の開発で知名度を上げる。「カタキス」は既存のシューティングの影響を強く受けており、特に「R-TYPE」に酷似していたためにR-TYPEのヨーロッパ圏での版権を持つアクティビジョン社に睨まれて販売停止を余儀なくされるが、一方でその技術力は高く評価され、本家R-TYPEのコモドール64とAmiga用の移植を担当することを条件に「デナリス(Denaris)」とタイトル変更した上で販売を認められる。
1990年にはコモドール64用シューティング「タリカン」をリリース。「タリカン」はAmiga・SNES・Sega Genesisと言った海外の主要ハードで移植作や続編がリリースされる大ヒットとなり、その名を不動のものとする。日本でもスーパーファミコン用ソフト「スーパータリカン」がリリースされている。
その後、ルーカスアーツ社との協同のためドイツからカリフォルニアに移転し、ルーカスアーツが権利を持つスター・ウォーズなどのゲーム化を担当した。
1990年代後半より任天堂のパートナーとしてNINTENDO 64とニンテンドー ゲームキューブにタイトルを供給した。またドルビーラボラトリーズと共同でMusyXや、任天堂の開発ツールとビデオコーデックを統合したDivX For Games SDKも開発した。
現在はソニー・コンピュータエンタテインメントのパートナーとなっている。

## ゲーム

### PlayStation 3
- RISE FROM LAIR (2007年）
- Untitled Project (TBA) （開発中）

### ニンテンドーゲームキューブ
- スター・ウォーズ ローグ スコードロン II（2002年）
- スター・ウォーズ ローグ スコードロン III（2003年）

### NINTENDO64
- スター・ウォーズ 出撃! ローグ中隊（1999年）
- Star Wars: Battle for Naboo（日本未発売）
- Indiana Jones and the Infernal Machine（日本未発売）

### PlayStation
- Ballblazer Champions（日本未発売）

### スーパーファミコン
- スーパータリカン（1993年）
- Indiana Jones' Greatest Adventures（日本未発売）
- スーパータリカン2（日本発売中止）

### メガドライブ
- メガタリカン（日本未発売）

### ゲームボーイ
- 魂斗羅スピリッツ（1994年）

### Amiga
- カタキス（1988年）
- R-TYPE（1989年）
- タリカン（1990年）
- タリカン2（1991年）
- タリカン3（1993年）

## ゲーム技術
- MusyX: Dolby Sound Tools - NINTENDO64、ニンテンドーゲームキューブ、ゲームボーイカラー、ゲームボーイアドバンス
- DivX For Games SDK - ニンテンドーゲームキューブ